# Geopolitički položaj Hrvatske uoči Prvoga svjetskog rata
Habsburška Monarhija, s povijesnom ulogom sprečavanja turske invazije u srce Europe u XVI. i XVII. stoljeću, s dvjestogodišnjom “misijom” održavanja državne zajednice srednjoeuropskih i podunavskih zemalja kao potencijalne jezgre za šire europsko okupljanje, ušla je bezglavo u I. svjetski rat, u njemu
pokopala 1.200.000 svojih vojnika i raspala se ne toliko voljom svojih naroda koliko vojnom snagom velesila Antante, koje su je slomile, iako su je sve do sredine 1918. željele održati. Iz današnje perspektive odluka kralja Franje Josipa I. i vladajuće elite Austro-Ugarske da, nakon ubojstva prijestolonasljednika Ferdinanda i njegove supruge, na koje je 28. lipnja 1914. atentat izveo bosanski Srbin Gavrilo Princip, izvede agresiju na Srbiju i time započne Prvi svjetski rat, izgleda nerazumna kada se zna da je odnos snaga između Antante (Rusija, Velika Britanija i Francuska, kojima će se 1915. priključiti Italija, a 1917. SAD) i Centralnih sila bio vrlo nepovoljan. U procjeni odnosa snaga i ishoda rata kobno su promašili politički, vojni i diplomatski stratezi Centralnih sila.
S izbijanjem rata u ljeto 1914. hrvatski su se političari našli pred pitanjem kako bi se rat mogao
završiti, tko su hrvatski prijatelji i saveznici, a tko neprijatelji i protivnici, i što bi Hrvati mogli učiniti s obzirom na to da će odluke pasti u sudaru milijunskih armija velesila. Hrvati su vjerovali u dugovječnost Monarhije. To je uvjerenje bilo kako u glavama nepismenih seljaka, tako i u razvijenoj povijesnoj svijesti većine intelektualaca. Na ovom mjestu valja citirati što je Stjepan Radić, kasnije kultni vođa Hrvata, rekao u času izbijanja rata 1914. o njegovu ishodu:
»Za nas Hrvate bit će jedina sreća ako i u ovom ratu bude Austro-Ugarska potpuno poražena, ali da nakon toga ostane na okupu. Pobjeda Austro-Ugarske u savezu s Njemačkom cara Vilima, bila bi katastrofa za sve narode Austro-Ugarske, izuzev Nijemce i Mađare. Rasap Austro-Ugarske pak bila bi katastrofa za sve narode Monarhije, uključivši čak i Nijemce i Mađare.«
Hrvatski narod i njegov vođa (od 1920.), dakle, podjednako su željeli tako oslabljenu Monarhiju kako bi ona
morala pristati na federaciju država svojih brojnih naroda, što bi omogućilo konstituciju Hrvatske kao države u koju bi bile uključene Dalmacija i Istra, a eventualno i Bosna i Hercegovina.

## Mogući ishodi Prvoga svjetskog rata
Prvi svjetski rat je granica epoha. Ona je tako čvrsto uspostavljena da se u historiografiji desetljeće i pol prije njegova početka vezuje uz 19. stoljeće, a tek od njega počinje teći 20. stoljeće. Kaže se, naime, da se 19. stoljeće po svome duhu, ozračju, mentalitetu, svakodnevnom životu... jednostavno "prelilo" preko 1900-e i nastavilo "puzati" do 1914, od kada počinje teći 20. »stoljeće ratova«, odnosno "halucinatorne politike i čudovišnog ubijanja". Koje je u svemu tome mjesto Hrvatske i hrvatskog naroda? 
Položaj u ratu bitno je obilježavala činjenica što Hrvatska nije bila suverena država, pa u svjetskoj konflagraciji nije bila subjekt međunarodnog prava. Bila je to Austro-Ugarska Monarhija, u čijem se sastavu (Dalmacija i Istra u sklopu austrijskog, a banska Hrvatska ugarskog dijela) nalazila. To znači da je Hrvatska sudjelovala u ratnim naporima i stradanjima, a nije odlučivala ni o ratu ni o miru, premda je ratni ishod presudno utjecao na njezin budući položaj. Kako? Na to pitanje za njegova trajanja bilo je teško odgovoriti, jer je svaki ratni ishod za Hrvate bio višeznačan, s time da ni jedan nije sam po sebi donosio poboljšanje njihova statusa.
Koji su mogli biti ratni ishodi?
1. rat je mogla dobiti Antanta (i pridružene članice)
2. rat su mogle dobiti Središnje sile
3. pobjeda Saveznika mogla je, ali nije morala značiti i razbijanje Austro-Ugarske.

To pitanje i odgovori nisu tek akademske naravi. Naime, sve do sredine 1918., tj. pred početak pete godine ratovanja, još se nije znao pobjednik, a do samog njegova kraja nije bila poznata sudbina Austro-Ugarske Monarhije. To je važno imati na umu prilikom ocjenjivanja postupaka hrvatskih aktera u ratu, inače se lako možete naći na stranputici. Što je za Hrvatsku mogao značiti pojedini od navedenih ratnih ishoda?
U slučaju pobjede Središnjih sila, Kruna i ugarska politička elita vjerojatno bi bile još arogantnije prema manjim narodima u Monarhiji. To znači da od njezina trijalističkog preuređenja (u kojoj bi treća jedinica bili Slaveni Monarhije) ne bi bilo ništa. Dalmacija, Istra i banska Hrvatska nastavile bi živjeti odvojeno, a kako je njihovo ujedinjenje condicio sina qua non svakog izlaska Hrvatske iz pozicije objekta, ona bi se vrlo vjerojatno našla u kolonijalnom položaju poput predratne Bosne i Hercegovine.

Pobjeda Antante uz očuvanje Monarhije kao protuteže Njemačkoj (do Oktobarske revolucije), odnosno Rusiji (nakon Revolucije) mogla je donijeti Hrvatskoj određena poboljšanja (što je i predviđeno u 10. od 14. Wilsonovih točaka iz siječnja 1918. godine), no uz vrlo vjerojatne bolne teritorijalne gubitke. U tom slučaju, naime, Italija bi inzistirala na realizaciji odredaba iz Londonskog ugovora,  a i Srbija bi se zbog svojih zasluga, simpatija i statusa žrtve teritorijalno proširila u najmanju ruku na južni dio hrvatskog Jadrana.
Poraz Središnjih sila i saveznička odluka da se Austro-Ugarska razbije nije obećavao Hrvatskoj ništa dobro. Kompenzacije Srbiji u tom slučaju umnogome bi nadilazile "slobodan i siguran pristup na more", a realizacija Londonskog ugovora u tom slučaju činila se posve izvjesnom. Ta inačica završetka rata jedina je u sebi sadržavala mogućnost stvaranja hrvatske države.
Unatoč mnogobrojnim opasnostima koje je nosio, potonji ishod — pobjeda Antante i razbijanje Austro-Ugarske — bio je najpoželjniji među relevantnim hrvatskim političkim čimbenicima u ratu. On je, naime, otvarao najveće mogućnosti: objedinjavanje hrvatskih zemalja u jednoj državi, čija moć u središtu, vjerovalo se, ne bi poput Beča i Pešte mogla ugrožavati svestrani slobodni razvoj Hrvatske.
Zbog metodoloških razloga, hrvatske političke čimbenike u Prvome svjetskom ratu (vidi članak: Hrvatska politika u Prvom svjetskom ratu), valja predstaviti redosljedom kojim su se angažirali na rješavanju hrvatskoga nacionalnog i državnog pitanja, a u vezi s pretpostavljenim završetkom rata. To su: Jugoslavenski odbor u Londonu, Ujedinjena nacionalistička omladina, organizirano hrvatsko iseljeništvo, Jugoslavenski klub u Carevinskom vijeću u Beču, Narodno vijeće Slovenaca, Hrvata i Srba te Hrvatski sabor (vidi članke: Hrvatsko-srpska koalicija i Zagrebačka rezolucija).

## Velikosrpske pretenzije na BiH i Hrvatsku
Prvi je svjetski rat aktualizirao dvije latentne opasnosti za hrvatsku budućnost. Riječ je o talijanskom i srbijanskom imperijalizmu, kojima Hrvati nisu poklanjali potrebnu pažnju, prvo zato što su oba bila nemoćna da nasrnu na Austro-Ugarsku i drugo zato što se u slučaju Srbije radilo o imperijalizmu maloga seljačkog naroda. Međutim, uz potporu velesila Antante oba bi imperijalizma postala vrlo opasna. Srbija je od sredine 19. stoljeća stalno uključivala hrvatske zemlje i BiH u svoje buduće državne granice. Da je Srbija ozbiljno mislila na taj svoj nacionalni program, dokazuje činjenica da ga je unosila u svijest svih slojeva naroda, od dječjih generacija do vojnih obveznika i visokih škola, tako da će srpski narod ne samo u Srbiji već i u Hrvatskoj, BiH i Vojvodini slijediti velikosrpsku politiku tijekom cijeloga jednog stoljeća.
Sustavnu indoktrinaciju koju je Srbija provodila u narodu analizirao je Charles Jelavich, američki znanstvenik koji je rezultate objavio u studiji Južnoslavenski nacionalizmi. Američki je istraživač analizirao 350 srpskih, hrvatskih i slovenskih gramatičkih, zemljopisnih, povijesnih i književnih udžbenika koji su se koristili tijekom 50 godina prije Prvoga svjetskog rata. Analizirao je i 25 kalendara kao važne izvore koji su se nalazili u gotovo svakoj kući. U udžbeniku za zemljopis iz 1883. u srpske su zemlje uključene sve zemlje buduće Jugoslavije osim Slovenije. U istom udžbeniku se npr. navode narodi jugoistočne Europe, i to: Srbi, Slovenci, Slovaci, Nijemci, Mađari, Rumunji, Albanci, Grci, Bugari i Talijani, ali Hrvata nema.
U Atlasu srpskih zemalja iz 1891. piše da su Hrvatska, Slavonija i Srijem “... srpske zemlje, jer u njima žive Srbi ... Sedam osmina su pravi Srbi koji govore srpski kao god i mi. Srbi koji žive oko Zagreba zovu se još i Hrvatima". Petnaest godina kasnije, 1906., udžbenik za IV. razred kaže: “Trojedna kraljevina se zove zemlja koju čine tri srpske kraljevine: Hrvatska, Slavonija i Srem". Udžbenik za zemljopis 1912. kaže da su stanovništvo Dalmacije “sve sami Srbi od kojih je većina katolika”. Međutim, u to vrijeme u Dalmaciji je bilo 82,6% Hrvata, 16,22% Srba i 2,01% Talijana, prema austrijskom popisu iz 1900. godine. Tijekom Prvog svjetskog rata, američki novinar i publicist John Reed, boraveći u Srbiji, bilježi iste velikosrpske težnje u obrazovnom sustavu, navodeći da djeca u školama ne uče samo "zemljopis stare Srbije, nego svih srpskih zemalja, redom njihovog iskupljenja: prvo Makedonija, potom Dalmacija, Bosna, Hercegovina, Hrvatska, Banat i Bačka." Bilježi i "sveti entuzijazam" starog srbijanskog časnika, koji oduševljeno pripovijeda kako su "vjerovali da će se jednog dana ostvariti san o Velikoj Srbiji, ali u dalekoj budućnosti, dok se sada ostvaruje, za što vrijedi umrijeti".
Jasan motiv srpskih namjera dao je Stanoje Stanojević, sveučilišni profesor i enciklopedist, početkom 1909. u pismu hrvatskom povjesničaru Ferdi Šišiću objavljenom u bosanskom dnevniku Narod, pa ga zbog važnosti valja opširno citirati:
Jovan Cvijić, svjetski priznat antropogeograf, profesor beogradskog sveučilišta i Sorbonne te predsjednik SANU-a i počasni doktor i akademik mnogih stranih sveučilišta i akademija, napisao je 1909. studiju Aneksija BiH i srpski problem. Na osnovi demografskih podataka o BiH, taj svjetski priznati stručnjak izrekao je ove glavne teze:
1. BiH su “centralna oblast jezgre srpskog naroda”. "One, dakle, nisu za Srbiju i srpski narod ono što su Elzas i Lotaringija za Francuze ili Trenta i Trst za Talijane ... većono što je oblast Moskve za Rusiju...”[10]
2. Po njegovim podacima 1895. je u BiH bilo 34,99% muslimana, 42,94% pravoslavaca i 21,31% katolika. Kako, međutim, muslimane i katolike smatra Srbima, kao i ostale štokavce, Cvijić je ustvrdio da naroda srpskog jezika na Balkanu ima 9.656.200, iako je Srbija tada imala 2.750.000 stanovnika.[10] Budući da je bilo teško “sakriti” postojanje Hrvata, Cvijić je svih 9 i pol milijuna svrstao pod rubriku “Srbo-Hrvati”.
3. “BiH ... su ključ srpskog problema. One su najvažnija oblast i za rješavanje srpsko-hrvatskog i time jugoslavenskog pitanja...”[10] Očigledno Cvijić vidi veliku srpsku državu u koju će uz BiH ući i Hrvatska.
4. Cvijić smatra da se na prostoru od Trsta do Soluna, od južnih njemačkih granica do Carigrada nalazi etnička južnoslavenska masa čiju glavninu čini srpski narod. Na tom “prostoru nema još ustaljenih država i formiranih naro da. Sve je to u stvaranju, ali se sada stvara, i težnje srpskog naroda za nacionalnom cjelinom dobile su u svim njegovim dijelovima precizan oblik...” Na kraju Cvijić kaže: “Srpski se problem mora riješiti silom...” Srbi će prvu “priliku upotrijebiti da raspravljaju srpsko pitanje s Austro-Ugarskom...”[10]

Osim u obrazovnom sustavu, ideja stvaranja Velike Srbije koja bi obuhvaćala većinu južnoslavenskog prostora bila je poticana od strane državne administracije Kraljevine Srbije i kroz vojne krugove. Tako je 1911. u uvodniku časopisa Pijemont, koji je služio kao prikriveno glasilo vojnoobavještajne službe, izašao programatski tekst o problemu BiH. Navodi se kako je naivno vjerovati da će austrijska aneksija BiH i "umjetno stvorene političke granice" moći zauvijek dijeliti "jedan narod iste krvi, istog jezika, iste naravi, istog temperamenta, istih moralnih svaćanja. Mi smo svi Srbi i svi želimo ostati Srbi."
Zaista, 6 godina nakon Cvijićeve studije dogodio se atentat u Sarajevu, a zatim je Austro-Ugarska napala Srbiju i svjetski je rat počeo.

## Hrvatsko gledište na Bosnu i Hercegovinu
Iste 1908., kada je Cvijić objelodanio svoju studiju, hrvatski političar Stjepan Radić također je, u
povodu aneksije BiH, napisao svoju studiju pod naslovom Živo hrvatsko pravo na BiH. Radić, naravno, nije bio usamljen u tezama da su Bosna i Hercegovina hrvatske zemlje. Nije bilo ni jedne političke stranke, ni institucije, kao ni relevantnog pojedinca u Hrvatskoj koji je drukčije mislio. Pa ipak, ne može se hrvatski i srpski stav o BiH potpuno izjednačiti. To se može argumentirati tezama dvaju najvećih hrvatskih političara toga doba. Frano Supilo, vođa Hrvatsko-srpske koalicije, najveće političke grupacije u Hrvatskoj, izjavio je 1907., dakle uoči aneksije: “Ako sreća padne pa da BiH izađu iz okvira ove Monarhije, onda ćemo sretni biti da nađu rješenje sa Srbijom i Crnom Gorom, ako pak, sreća odluči da padnu u okvir ove Monarhije, onda braća Srbi trebaju biti sretni da one nađu rješenje s Hrvatskom...”.
Stjepan Radić je do aneksije mislio slično Supilu, ali je aneksiju podržao s tezom da je sada ojačan
slavenski faktor u Monarhiji i da će se lakše doći do konačnog rješenja. Radić se, naime, usprotivio srpskom prijedlogu da se BiH vrati Turskoj pa kaže da je “bolje neka Bosna bude i Srbiji, nego da opet dođe pod Tursku”, iako, po Radiću, i Europa u svojim knjigama veliki dio Bosne imenuje “Turskom Hrvatskom”. Nema spora da su bosanskohercegovački muslimani bili i ostali Slaveni, po Radiću Hrvati, pa on zato izvlači zaključak da oni zajedno s Hrvatima čine većinu, što Hrvatskoj daje pravo na BiH. Druga ključna Radićeva teza odnosi se na kulturno-civilizacijsku problematiku. Naime, Radić tvrdi da je za 30 godina austrougarske vlasti u BiH nestalo kaosa, bezakonja i nasilja, a ostvarena “takva javna sigurnost osoba i imetka, takav je opć i red i poredak, takvi su vanjski uvjeti za gospodarski i kulturni rad i napredak - željeznice, ceste, škole, uprave, sudstva - kao i svagdje drugdje u Europi”. Zatim, nakon aneksije, BiH je ušla u ustavno stanje, uveden je sabor i vlada, naravno, pod vrhovništvom Habsburške Monarhije slično ostalim zemljama. Takav razvoj je već razvio intelektualnu i kulturnu razinu da se Sarajevo može mjeriti s Ljubljanom, Zagrebom, Beogradom i Sofijom. Najveće zasluge za takav napredak Radić pripisuje doseljenju Hrvata, Čeha, Poljaka, Slovenaca. Kako Hrvatska s tri strane okružuje BiH, dugovječni će razvoj organski povezati te dvije zemlje. Radić, dakle, izlazi s civilizacijskom misijom prema BiH, što nije mala razlika prema Cvijićevoj koncepciji. Jasno je međutim da Radić vidi BiH u budućoj Velikoj Hrvatskoj.

## Hrvatska između raznih imperijalizama
Sukob Hrvata i Srba oko BiH jedinstven je u Europi. Sve su tri zemlje podjednake veličine, BiH ima 51.129 km2, Hrvatska 56.538 km2, a Srbija (bez pokrajina) 55.968 km2. Srpska teza o BiH kao središnjem prostoru Srbije na prvi je pogled apsurdna, jer se BiH nalazi zapadno od Srbije, a istočno od Hrvatske, međutim, kako bi se po projektu Velike Srbije, Hrvatska također našla u njezinu okviru, BiH u tom projektu zaista postaje središnja zemlja te države. Aspiracije jedne i druge strane na BiH potaknute su i zbog njezina etničkog sastava. U BiH ni jedna etnička zajednica nije imala apsolutnu većinu, a pokušaj Austro-Ugarske da razvija bošnjaštvo kao naciju, nije uspio. I srpska i hrvatska nacionalna ideologija uključile su muslimane u svoje nacije kako bi dobile “legitimitet” za prisvojenje BiH. I Srbi i Hrvati su dovršenje procesa stvaranja svojih država vidjeli u priključenju BiH. Spor oko BiH nikada se nije mogao sporazumom, ne samo zato što je BiH bila pod vlašću Turske odnosno Austro-Ugarske već zato što su sukobljene strane polagale pravo na istu zemlju. Hrvati su bili svjesni da bi u sastavu Habsburške Monarhije mogli ujediniti Hrvatsku i BiH, što je jedan od razloga mirenja s tom velesilom, a Srbi, nasuprot, bili su svjesni da samo razbijanje Austro-Ugarske omogućuje prodor Srbije preko Drine na zapad i aneksiju BiH te su zato željno čekali obračun s Bečom.
Uz Srbiju, druga sila koja je aspirirala na dio hrvatskoga teritorija bila je Italija. U toj zemlji se krajem XIX. stoljeća razvio iredentistički pokret za pripajanje Italiji Trentina, Južnog Tirola, Julijske Venecije, Trsta, Istre, Rijeke, a kasnije i čitave Dalmacije na koju nisu imali nikakva prava jer je u njoj bilo svega nekoliko postotaka Talijana. Međutim, Italija je isticala povijesno višestoljetno vladanje Dalmacijom, kao i pravo zbog kulturnoga blaga koje je u njoj stvoreno od antičkog Rima do Mletačke Republike. O pretenziji Mađara da integriraju Hrvatsku i Slavoniju u Veliku Ugarsku bilo je dovoljno govora, kao i o njemačkim imperijalističkim aspiracijama da ne puštaju iz ruku Jadransko more koje čini Habsburšku Monarhiju i pomorskom silom .
Zaključno, maleni narod Hrvata bio je u Prvomu svjetskom ratu izložen njemačkom, mađarskom, talijanskom i srpskom imperijalizmu. Sudbina je toga naroda ovisila o obračunu među velesilama. Vlastodršci oba ratujuća bloka vjerovali su da će biti pobjednici, inače ne bi pošli u rat. Hrvati, međutim, nisu smjeli svoju sudbinu vezati isključivo za jednu stranu. Oni su “duhovno” bili i na jednoj i na drugoj strani. Ali se time njihova dramatičnost, neizvjesnost i opasnost nije mogla izbjeći, jer, pravog, pravednog, demokratskog, racionalnog rješenja uopće nije bilo niti je moglo biti.
Naime, ako bi pobijedile Centralne sile, silno ojačana Austro-Ugarska koja stoljećima nije pristajala na objedinjavanje hrvatskih zemalja u državnoj zajednici pod austrijskim carem, odnosno hrvatskim kraljem, dovela bi u opasnost dotadašnji status Hrvatske. Ako bi pak došlo do sloma Habsburške Monarhije, Hrvatska bi mogla biti podijeljena između Velike Srbije i Italije, koje su to već javno obznanile. Takva je konstelacija bila uoči Prvoga svjetskog rata.